# Canalrodopsina
Canalrodopsinas são uma subfamília de proteínas retinilideno (rodopsinas) que funcionam como canais iônicos controlados por luz. Eles atuam como fotorreceptores sensoriais em algas verdes unicelulares, controlando a fototaxia: movimento em resposta à luz. Expressos em células de outros organismos, eles permitem que a luz controle a excitabilidade elétrica, a acidez intracelular, o influxo de cálcio e outros processos celulares (ver optogenética).  Channelrhodopsina-1 (ChR1) e Channelrhodopsina-2 (ChR2) do organismo modelo Chlamydomonas reinhardtii são as primeiras channelrodopsinas descobertas. Variantes foram clonadas de outras espécies de algas e mais são esperadas.